# Тарік Ніязі
Тарік Ніязі (15 березня 1940 — 20 квітня 2008) — пакистанський хокеїст на траві.
Олімпійський чемпіон 1968 року, срібний призер 1964 року.
Переможець Азійських ігор 1962 року, срібний призер 1966 року.